# Mariología

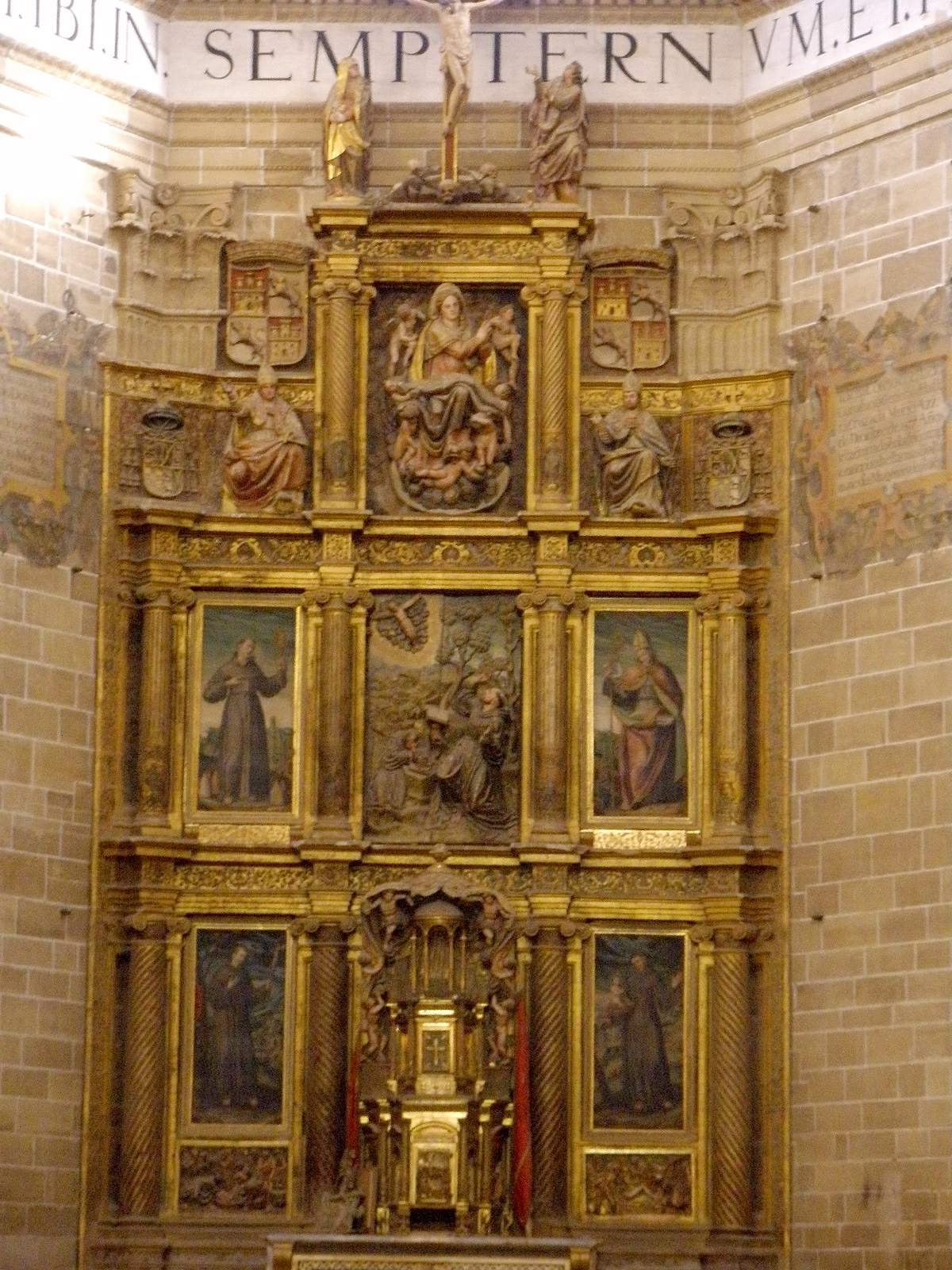
Retablo del convento de San Francisco en Santo Domingo de la Calzada. Bajo la imagen de la Virgen, varios santos mariólogos.

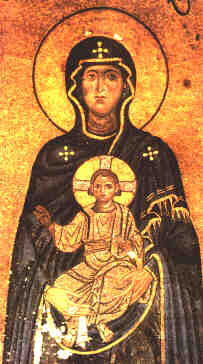
Mosaico de la Theotokos en el monasterio Gelati (Georgia).

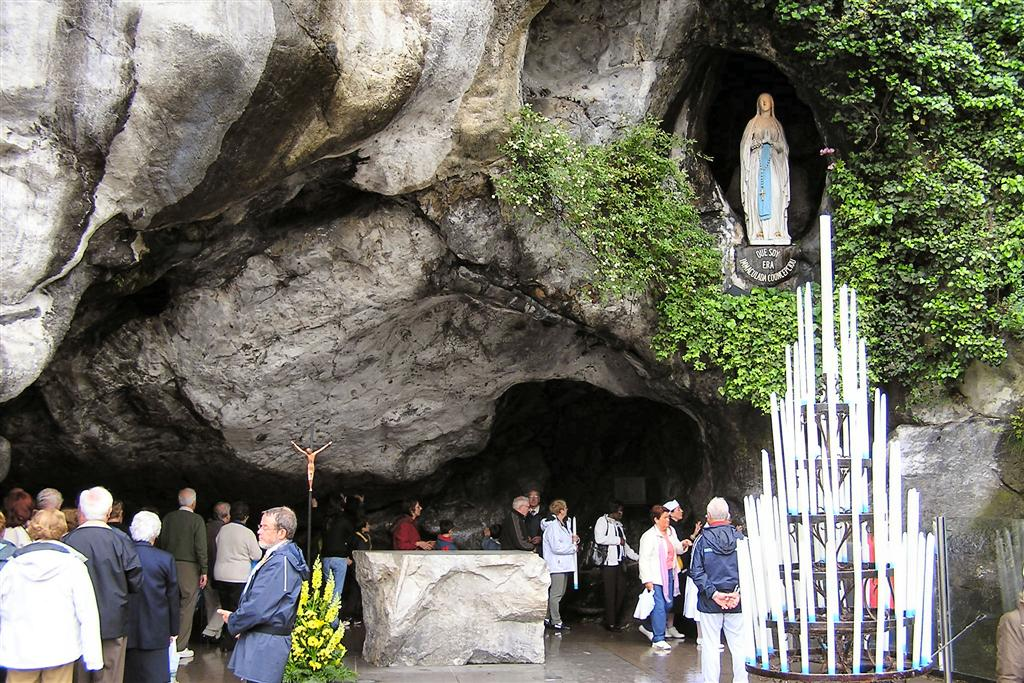
Gruta de Lourdes. Los mensajes comunicados por Bernadette tras sus visiones de la Virgen en 1858 confirmaron el dogma de la Inmaculada Concepción, el cual había sido proclamado cuatro años antes por el papa Pío IX. Ha habido muchas otras apariciones marianas con muy diferente consideración jerárquica, dogmática o de religiosidad popular.

La mariología es la parte de la teología cristiana que se dedica a la Virgen María. Además del estudio de su vida, tal como se refleja en los Evangelios, realiza interpretaciones acerca de distintos dogmas y doctrinas marianas: su naturaleza (Inmaculada Concepción de la Virgen, Asunción de la Virgen, Coronación de la Virgen, etc.), su papel en la salvación (mediación —Maria Mediatrix— o co-redención —Corredentora—), sus advocaciones (Reina de los Cielos, Madre de la Iglesia, Perpetuo Socorro, Esperanza, Auxiliadora, etcétera), y cómo debe realizarse su veneración o culto (el culto mariano, denominado hiperdulía). Mientras en el catolicismo María es la primer persona cristiana y ejemplo de múltiples virtudes, en el protestantismo el papel de la Virgen es muy reducido; en el catolicismo, el anglicanismo y la iglesia ortodoxa es muy destacado.

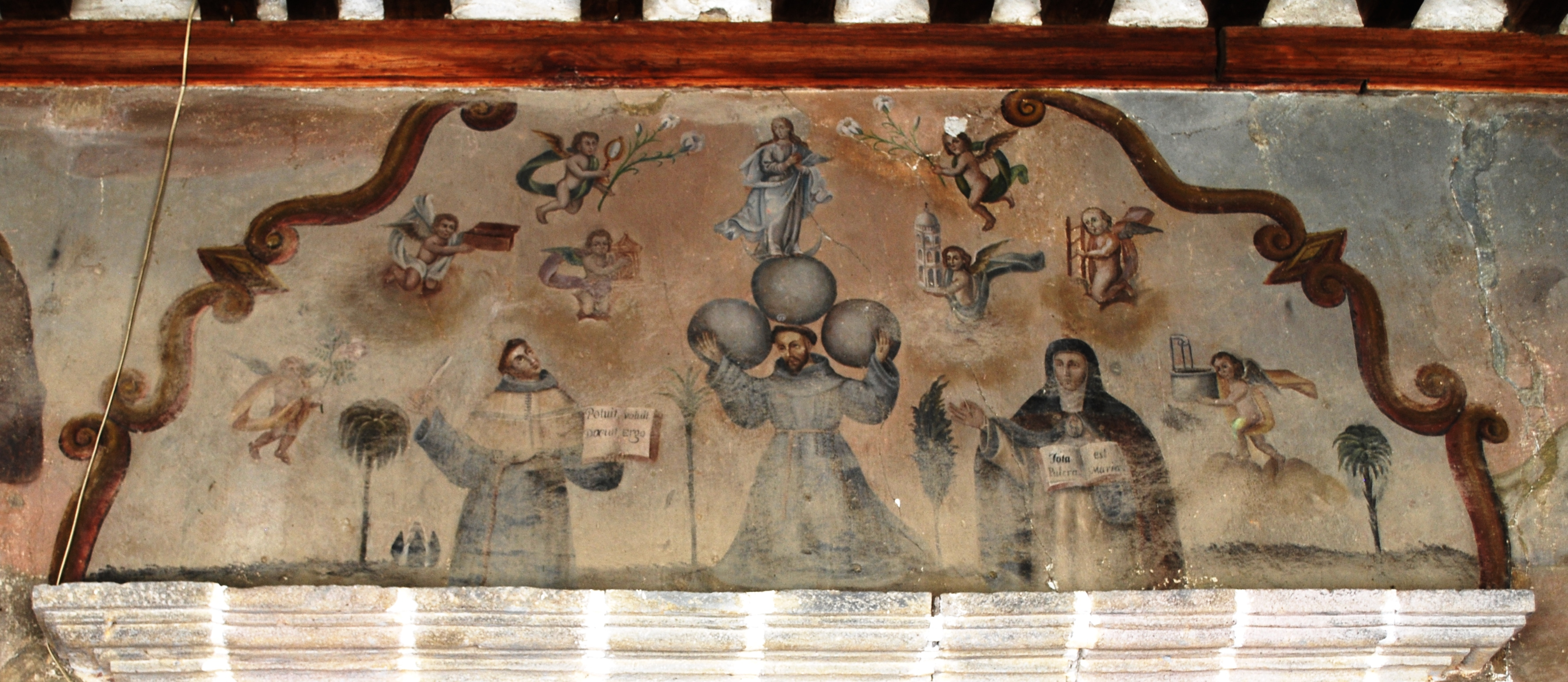
Fresco del convento e iglesia de la Inmaculada Concepción de Ozumba (anónimo colonial). San Francisco de Asís sostiene tres globos sobre los que se encuentra la Virgen, con la iconografía propia de la Inmaculada, Santa María de Agreda exhibe su Mística Ciudad de Dios, Duns Escoto hace lo propio con su defensa de la doctrina de la Inmaculada; volando, ocho querubines portan símbolos marianos (lirio, torre, escalera, pozo, sagrario, caja y otra flor). Provienen de una de las letanías marianas, la Letanía Lauretana: Estrella del Mar, Puerta del Cielo, Espejo sin mancha, Torre de David, Huerto Sagrado, Escalera de Jacob, Pozo de Sabiduría...

## Historia
La patrística dedicó una buena parte de su producción a la mariología. San Ireneo de Lyon llamaba a María "segunda Eva" porque a través de María y su elección voluntariamente aceptada de la elección de Dios (la Anunciación), Dios deshizo el daño hecho por la elección de Eva de comer el fruto prohibido (el pecado original). El poeta hispanolatino Prudencio parece conocer esta doctrina en uno de sus Himnos. San Jerónimo escribió La Perpetua Virginidad de María. San Agustín insistía en lo misterioso de la virginidad y la condición bienaventurada de María, destacando lo voluntario de su papel (creyó María, y se cumplió en ella lo que creyó). Ya en época altomedieval aparecerá la obra de San Ildefonso de Toledo.

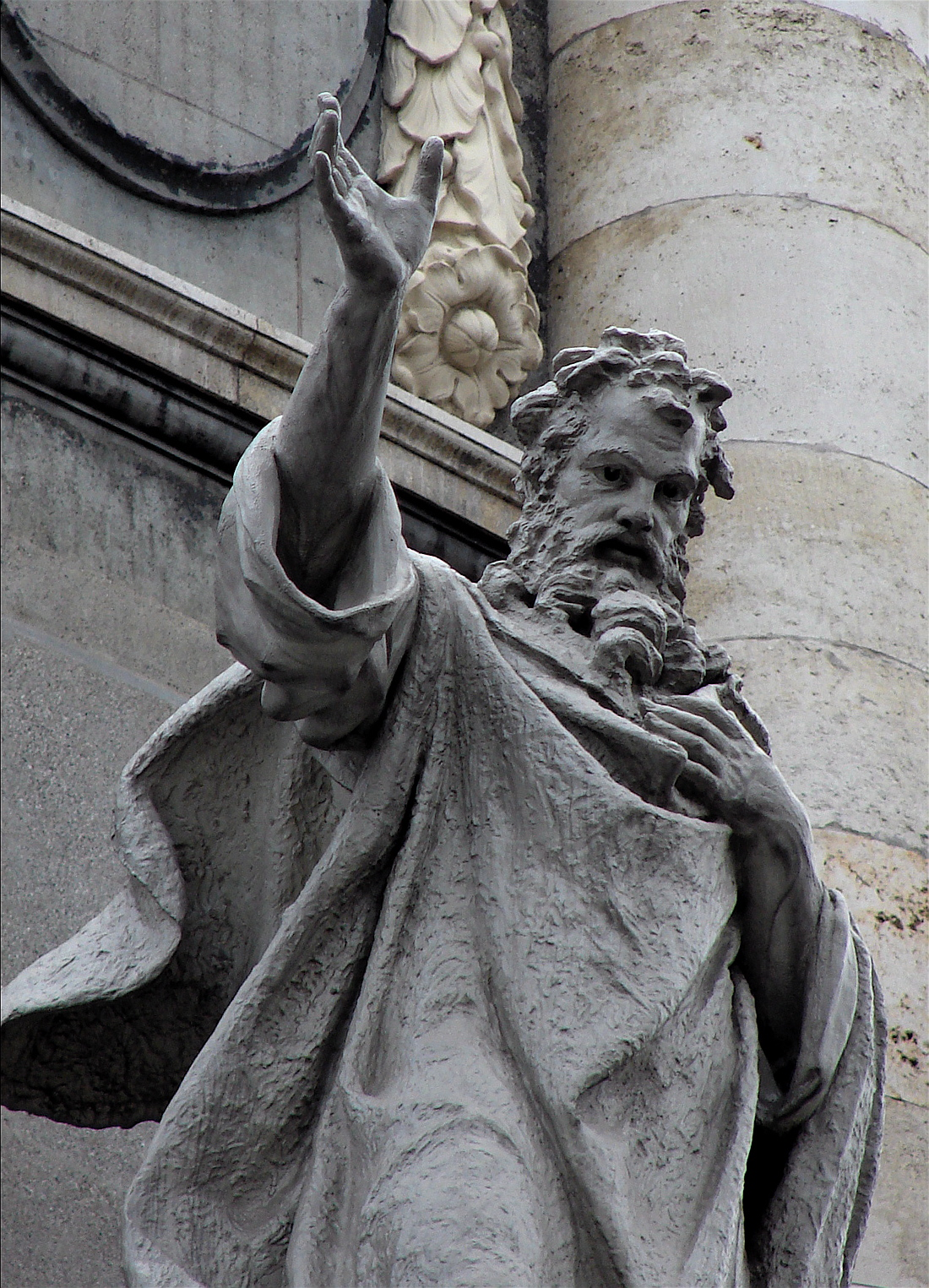
San Ireneo de Lyon, en la iglesia de Mármol de Copenhague.
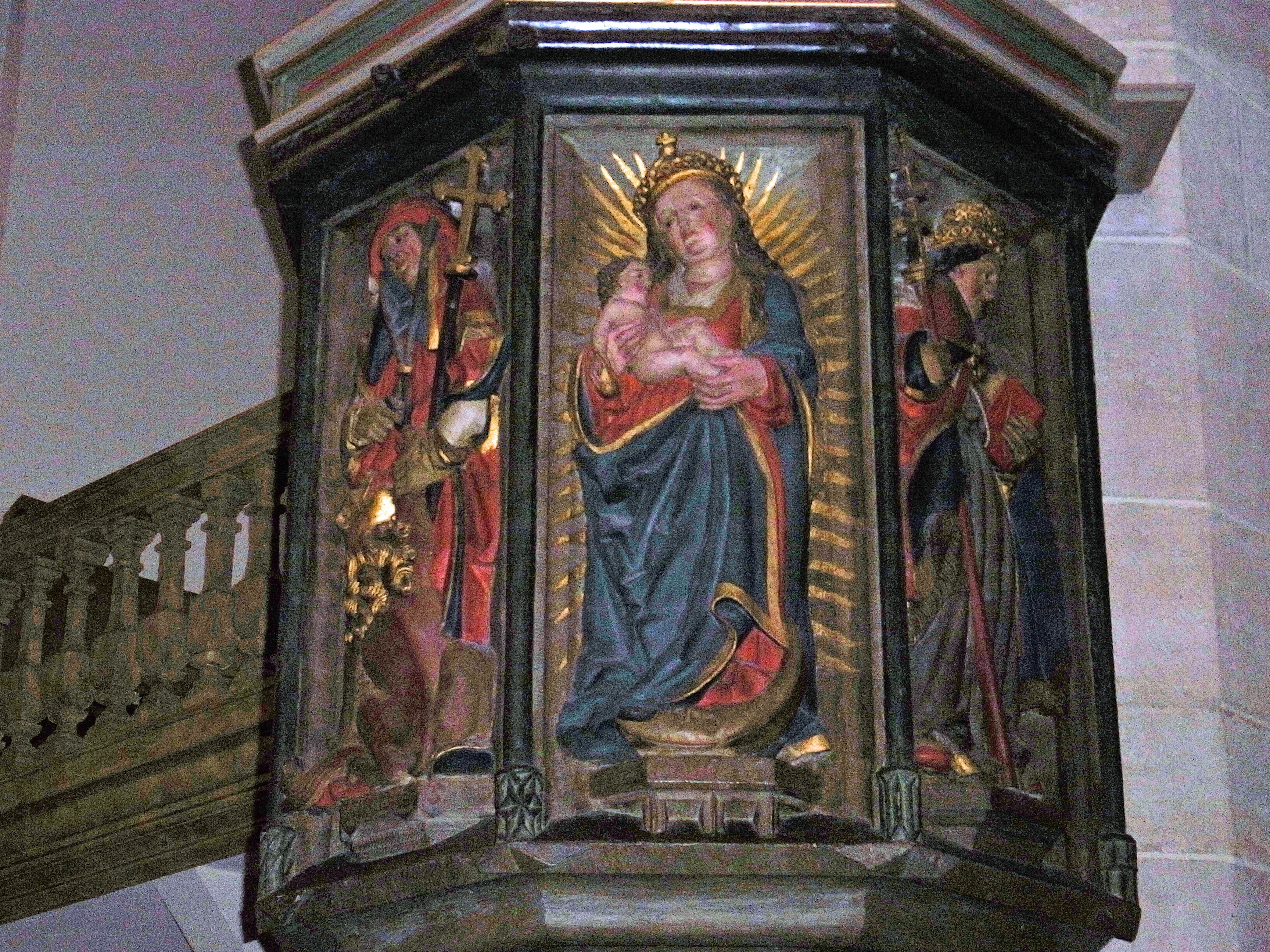
La Virgen con el Niño flanqueada por obispos santos, como lo eran San Jerónimo y San Agustín, en el púlpito de la iglesia de Balingen.
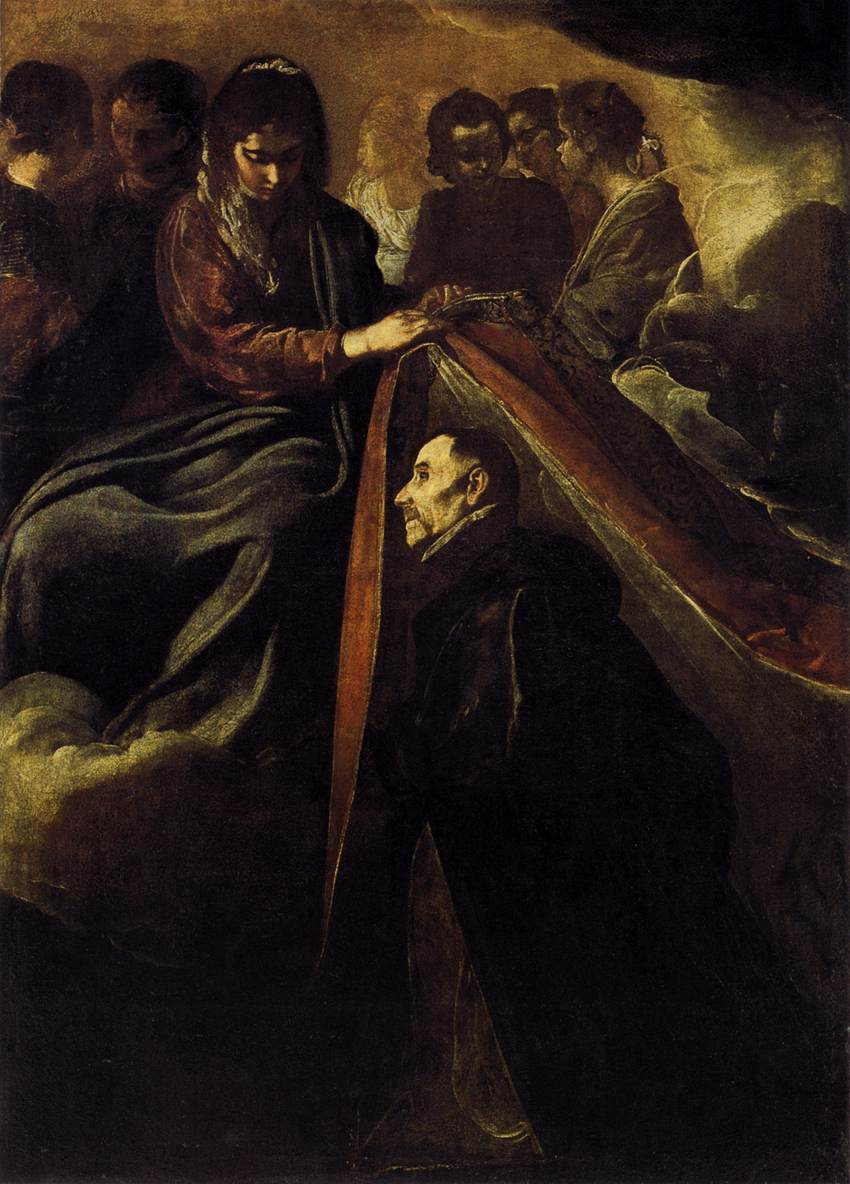
Imposición de la casulla a San Ildefonso, de Velázquez.

El Concilio de Éfeso (tercer concilio ecuménico) debatió sobre si María debía ser llamada Theotokos o Christotokos. Theotokos significa en idioma griego "Madre de Dios"; esto implica que Jesús, a quien María dio a luz, es Dios. Los nestorianos prefieren la denominación Christotokos, que en griego significa "Madre de Cristo", no porque nieguen la divinidad de Jesús, sino porque creen que Dios Hijo (el Logos) existió antes del tiempo y antes de María, y que Jesús tomó su divinidad de Dios Padre y su humanidad de su madre; así que para ellos, llamar a María "Madre de Dios" es confuso y potencialmente herético. Otros, en el mismo concilio, creían que negando el título de Theotokos acarrearía la implicación de que Jesús no es divino. Al final, el concilio confirmó el uso del término Theotokos y con ello afirmaba la indivisibilidad de la divinidad y la humanidad de Jesús (unión hipostática o de las dos naturalezas de Cristo). Así, mientras que el debate trató sobre el título correcto para María, también se trataba de una cuestión cristológica sobre la naturaleza de Jesucristo, una cuestión que volvería a debatirse en el Concilio de Calcedonia (cuarto concilio ecuménico).
El nacimiento virginal de Jesús es dogma compartido por la mayor parte de las confesiones cristianas; en cambio, la virginidad de María mantenida perpetuamente ("antes del parto, en el parto y después del parto") es negada por algunas iglesias protestantes, que la consideran contradictoria con las referencias evangélicas a hermanos de Jesús (por ejemplo Santiago el Justo, y se supone que también habría tenido hermanas). Las iglesias católica y ortodoxa (e incluso el islam) insisten en ella, pues consideran que tales "hermanos" serían simplemente parientes de Jesús, y no hijos de María (en idioma arameo, el hablado por Jesús y los apóstoles, la misma palabra designa a los hermanos y a otros parientes, aunque el término usado en los Evangelios sea el griego ἀδελφός -"hermano"-).

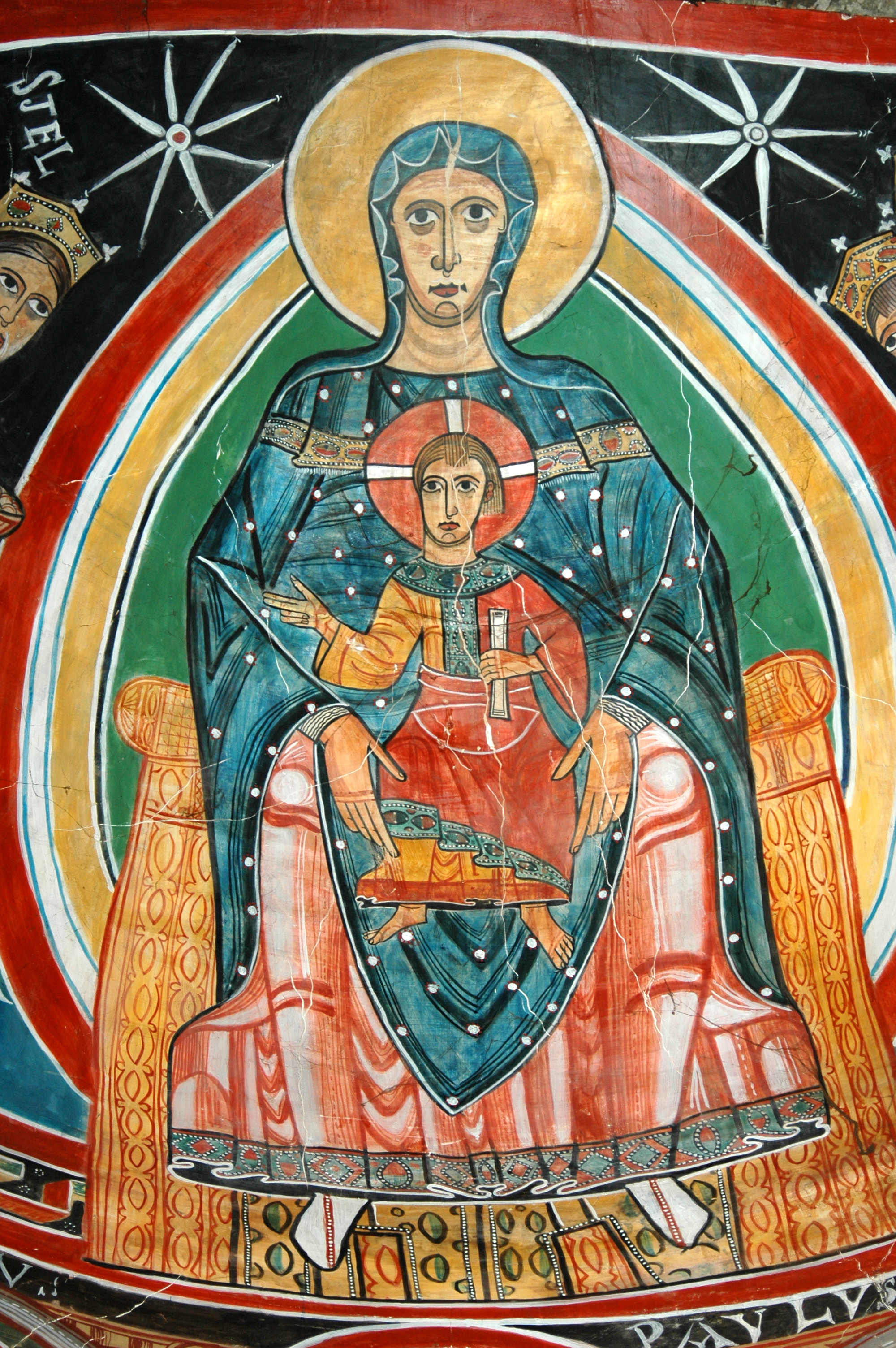
Imagen del ábside de Santa María de Tahull.
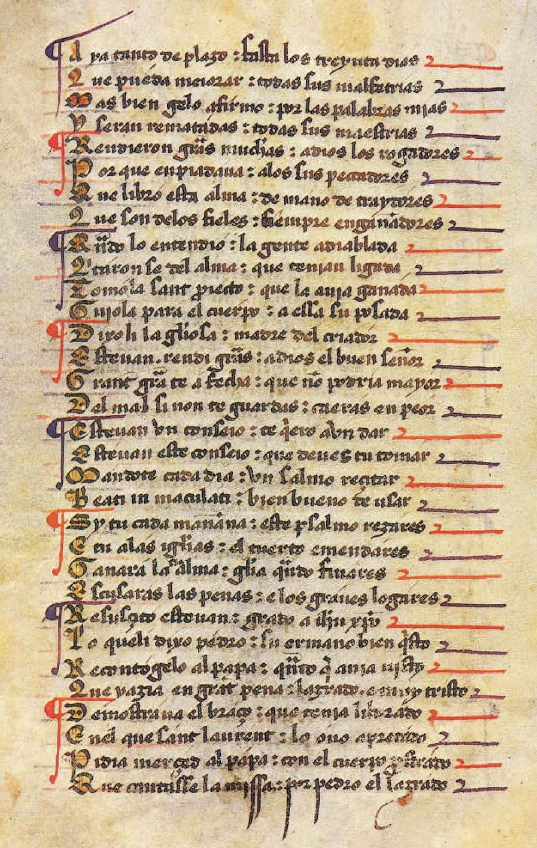
Milagros de Nuestra Señora, de Gonzalo de Berceo.
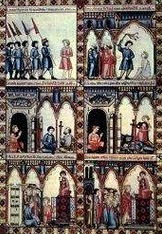
Cantigas de Santa María, de Alfonso X el Sabio.

A partir del siglo XII se produce una gran expansión del culto mariano en la cristiandad occidental, que se llena de iglesias e imágenes dedicadas a la Virgen.

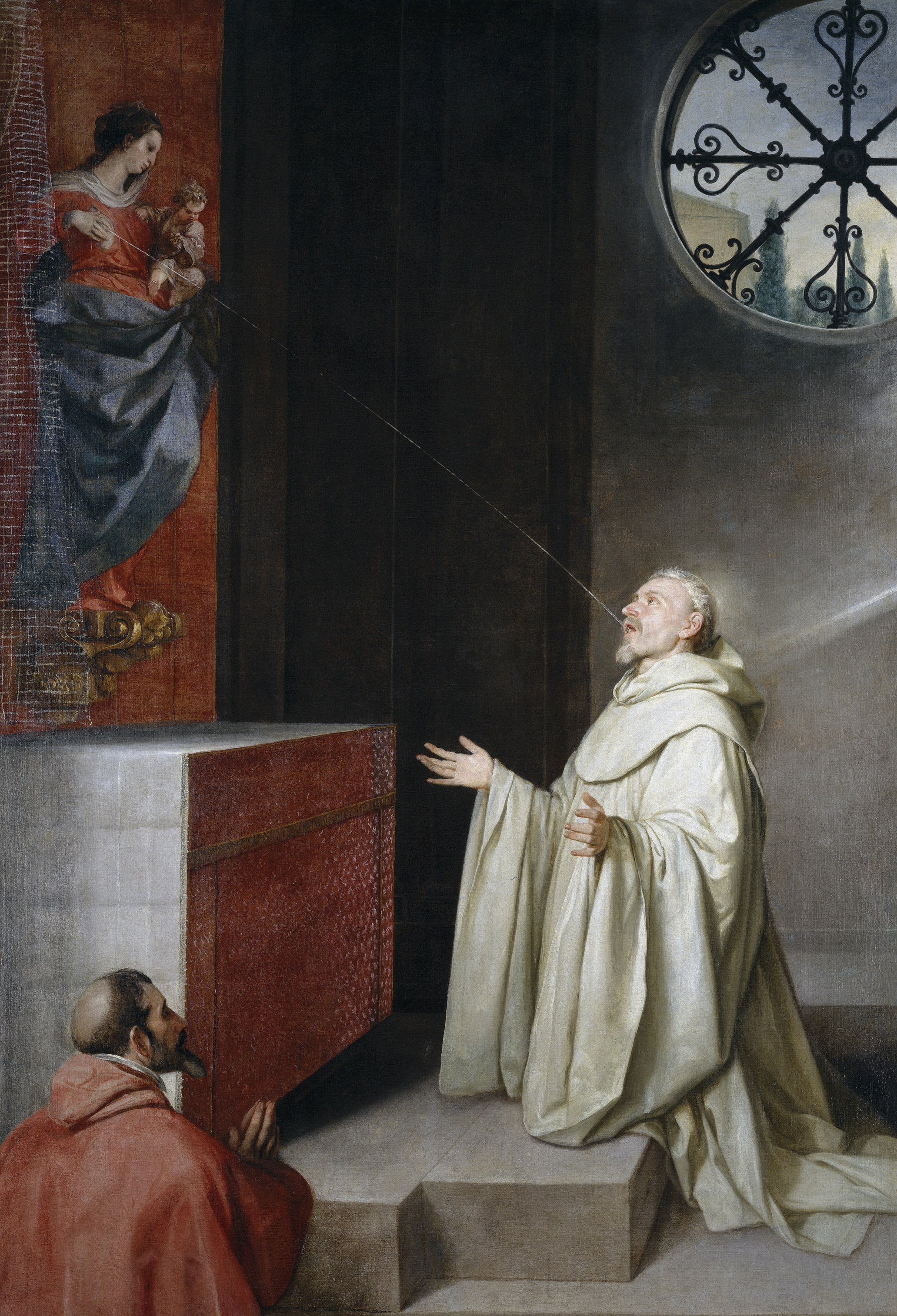
Premio lácteo a San Bernardo, de Alonso Cano.
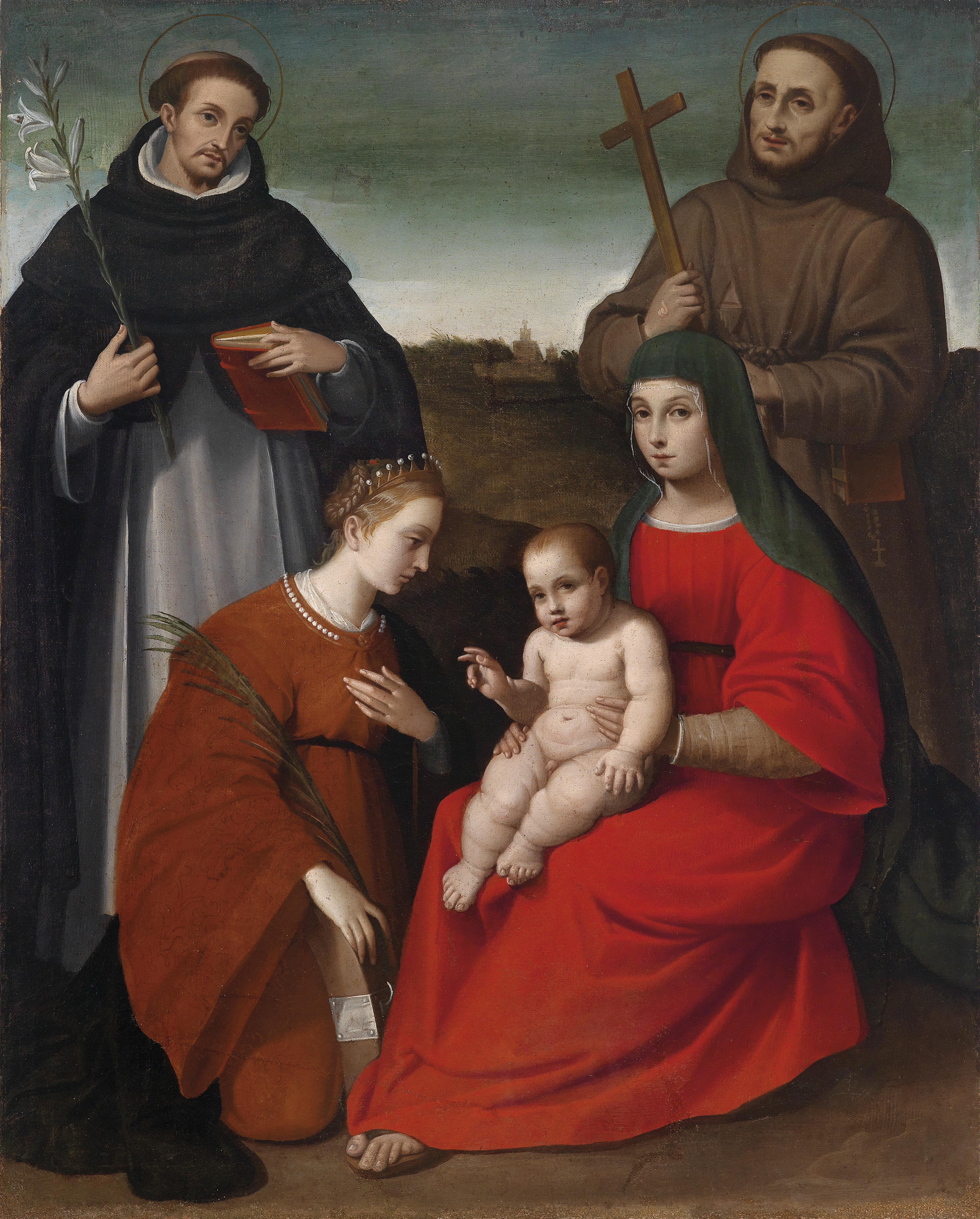
Sacra Conversazione con la Virgen y el Niño y los santos Catalina, Domingo y Francisco, de Biagio Pupini.

Entre los más importantes santos mariólogos de esta época, intelectualmente denominada como escolástica, y que presencia el desarrollo del Císter y las órdenes mendicantes, estuvieron San Bernardo de Claraval, Santo Domingo de Guzmán, San Alberto Magno, San Francisco de Asís, San Buenaventura, etc. La obra de Santo Tomás de Aquino dedica una parte de sus reflexiones a la mariología. Algunos autores reciben el epíteto de "Doctor Mariano" (Anselmo de Canterbury y Duns Scoto).
En 1854 se definió como dogma, por el papa Pío IX, la Inmaculada Concepción, que supone la exención de la Virgen del pecado original.
Las enseñanzas católica y ortodoxa también se extienden hacia el final de la vida de María, con los conceptos de Asunción de María (dogma católico desde 1950) y Dormición o Tránsito de la Virgen (dogma ortodoxo tradicional).